# Наливайкове (заповідне урочище)

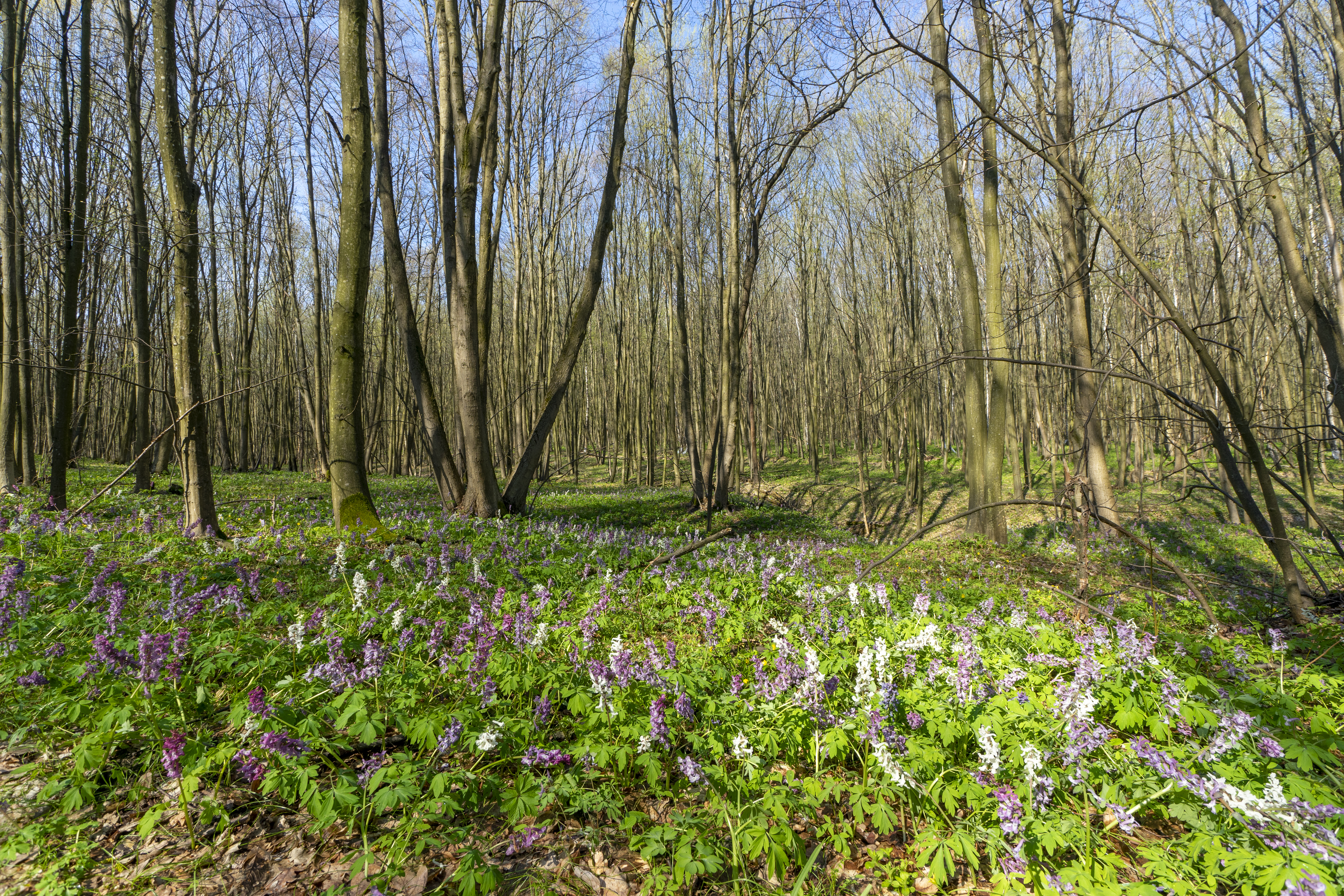

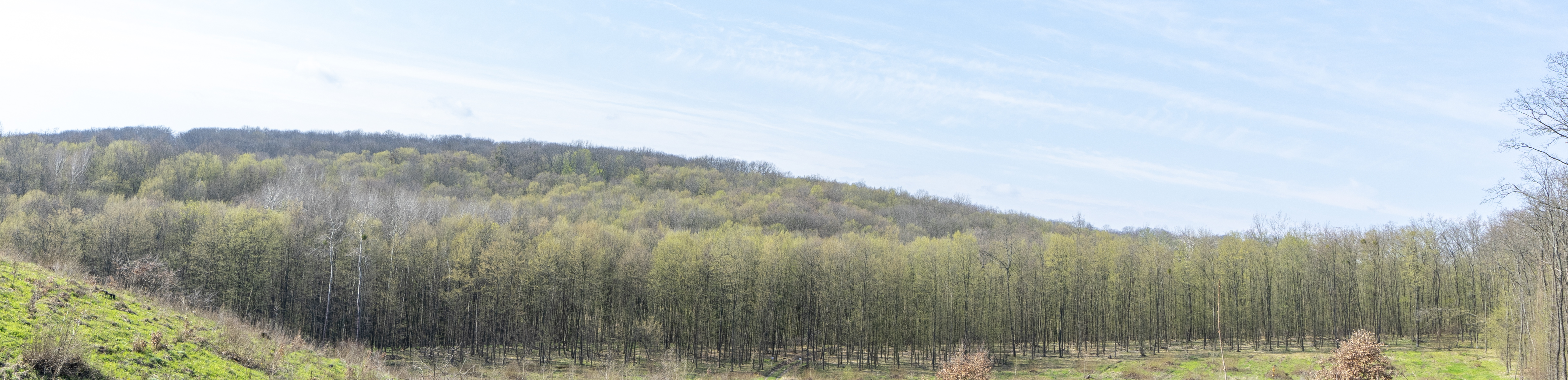

Заповідне урочище «Наливайкове» — об'єкт природно-заповідного фонду місцевого значення. Розташований у Звенигородському районі Черкаської області, неподалік від села Квітки. До складу заказника входить квартал 32 Квітчанського лісництва ДП «Корсунь-Шевченківське лісове господарство».

## Адміністративна інформація
Площа 1,6 га.
Заповідне урочище створено рішенням Виконкому Черкаської обласної ради від 27.06.1972 року № 367
Установа, у віданні якої перебуває об'єкт — ДП «Корсунь-Шевченківське лісове господарство».

## Об'єкт охорони
Ділянка лісу, місце мешкання бобрів.

## Топоніміка
Урочище так названо тому, що на її території пролягає старовинний Наливайків шлях.